# 李三沟组
李三沟组是位于中国内蒙古固阳县一带的白垩纪地层，1972年由洪友崇等命名。该地层以灰绿、灰白色砂砾岩、砂岩、砂质泥岩（上部），灰绿、灰紫色砂质泥岩（中部），砖红、灰白色砾岩（下部）为主，间夹砂砾岩（中部）等。